# リクとヨハン 〜消えた2枚の絵〜
『リクとヨハン 〜消えた2枚の絵〜』は、2008年7月3日にfonfunから発売された、ニンテンドーDS用ゲームソフト。

## あらすじ
探偵を目指すべく、故郷の町から都会のアルトンへとやってきた少年、リク。しかし、上司であるヨハンはだらしない人物で、リクは少なからず不安を覚える。そんな中発生した、美術館での絵画盗難事件。そして助けを求める少女との出会い……。隠しアートを解きながら、リクは事件の真相に少しずつ近づいていく。

## 登場人物
リク・アーヴィング（声：比嘉久美子）
探偵になることを志す少年。母親が「ヨハン探偵事務所なら」ということで、探偵になる許可をもらった。父親は幼いころに亡くなっている。正義感が強いため、適当な性格のヨハンに苛立ちを覚えている。
ヨハン・ノースセイル（声：川島得愛）
ヨハン探偵事務所の所長。きれいな女性を見かけてはナンパをして失敗ばかりしている。しかし年下には興味がない模様。他の探偵仲間からは「B級探偵」と呼ばれているが、全く気にしていない。
ティアナ・フラウエル（声：榎本温子）
中央公園で殺人を目撃したという少女。逃げているところをリクと出会い、ヨハン探偵事務所にかくまわれることとなる。料理が得意。